# Swartzia pachyphylla
Swartzia pachyphylla är en ärtväxtart som beskrevs av Hermann August Theodor Harms. Swartzia pachyphylla ingår i släktet Swartzia och familjen ärtväxter. Inga underarter finns listade i Catalogue of Life.